# Shalako
Shalako è un film del 1968 diretto da Edward Dmytryk.

## Trama
New Mexico 1880, Bosky Fulton organizza una battuta di caccia per un gruppo di aristocratici europei accompagnati da un politico e sua moglie. Peccato che decidano di penetrare nel territorio degli Apache.
Allontanatasi dal gruppo la contessa Irina viene infatti attaccata dagli indiani ma tratta in salvo da Shalako, ex ufficiale di cavalleria che ora si dedica a proteggere gli indiani e il loro territorio. Si accorda con il capo indiano, porterà gli europei fuori dal territorio ma il figlio Chato gli rivela la sua intenzione di ucciderlo.
Shalako, raggiunto il gruppo cerca di convincere il capo van Hallstatt a lasciare il territorio ma visto il suo rifiuto lascia il gruppo per chiedere aiuto all'esercito e nel frattempo gli indiani attaccano il gruppo di europei. Fulton ne approfitta per scappare con parte dei viveri e delle armi lasciando gli altri in balia degli indiani, seguita da Lady Daggett, sua amante ma vengono trucidati dagli indiani.
Il resto del gruppo sopravvissuto all'attacco degli indiani si incammina verso un altopiano che Shalako ritiene protetto, questa volta con l'approvazione di van Hallstatt. Presto vengono raggiunti da Fulton unico sopravvissuto dell'attacco degli indiani ma si scontra con Sir Charles Daggett e si uccidono a vicenda.
Chato e un gruppo di indiani colgono di sorpresa gli ultimi europei rimasti ma questa volta affronta direttamente Shalako che lo batte. Shalako potrebbe ucciderlo ma compare il capo indiano che pur di salvare il figlio concede agli europei la possibilità di raggiungere la salvezza uscendo dal loro territorio.